# Winston George
Winston Oudkerk George (né le 19 mai 1987 à Georgetown)  est un athlète du Guyana, spécialiste du sprint.
Il est le porte-drapeau de son pays lors des Jeux olympiques de 2012. Il porte son record national à 45 s 25 lors des Championnats du monde 2015 à Pékin.
Il termine deuxième du 400 m lors des Jeux de la solidarité islamique en 2017 à Bakou.
À Luque, il remporte en 2017 le premier titre du Guyana en 50 éditions des Championnats d'Amérique du Sud d'athlétisme.
Le 15 juillet 2017, il porte son record national à 45 s 16	 (Leonora, GUY).